# Majbøg i Gl. Skørping
|  | Denne artikel er oprettet af botten Steenthbot ud fra en ekstern database. Den kan derfor have sproglige fejl eller mangler. Denne skabelon kan fjernes efter kontrol af indholdet. |

Majbøg i Gl. Skørping er en dansk dokumentarisk optagelse fra 1931.

## Handling
GI. Skørping, pinselørdag 23/5 1931.